# Аули'и Кравальо
Клоуи Аули'и Кравальо (на английски: Chloe Auliʻi Cravalho) е американска актриса и певица от хавайски произход, известна като гласа на едноименната героиня в анимационния филм на „Дисни“ „Смелата Ваяна“ от 2016 г.

## Биография
Кравальо е родена на 22 ноември 2000 г. в Кохала, Хаваите, в семейството на Катлийн Пуанани Кравальо и Дуейн Кравальо. Тя е от хавайски, пуерторикански, китайски и ирландски произход.

## Личен живот
През 2020 г. Кравальо разкрива, че е бисексуална.